# Stuart Hogg
Stuart Hogg (wym. [ˈstjʉ.əɾt ˈhɔg], ur. 24 czerwca 1992 r. w Melrose) – szkocki rugbysta występujący przeważnie na pozycji obrońcy. Reprezentant kraju, dwukrotny uczestnik pucharu świata i zawodnik British and Irish Lions.

## Młodość i zespoły amatorskie
Hogg wychowywał się w niewielkim mieście Hawick położonym w regionie Scottish Borders. Uczęszczał do Trinity Primary School, a następnie do Hawick High School. W 2009 roku ukończył Border College przy Borders Academy of Sporting Excellence.
Grę w rugby rozwijał w miejscowych klubach młodzieżowych (semi-junior): Hawick PSA oraz Hawick Wanderers – z Wanderers w 2009 roku zwyciężył w regionalnych rozgrywkach ligowych. W wieku 16 lat Hogg zadebiutował w barwach seniorskiego zespołu Hawick R.F.C. w rozgrywkach rugby siedmioosobowego. Po pierwszym w historii spadku miejscowego klubu do drugiej ligi, zawodnik zdecydował się na przenosiny do mającego siedzibę w Edynburgu zespołu Heriot’s R.C. Większość sezonu 2009/2010 spędził jednak poza boiskiem, na rehabilitacji kolana – przewlekły uraz był następstwem choroby Osgooda-Schlattera. Po wyleczeniu kontuzji Hogg zdążył wystąpić w barwach klubu w zaledwie trzech meczach, nim został powołany do juniorskiej kadry narodowej. Po ponownym awansie Hawick R.F.C., wrócił do zespołu z rodzinnego miasta.
Był objęty programem dla sportowo uzdolnionej młodzieży, Area Institutes of Sport oraz członkiem National Academy, a przez półtora roku był stypendystą programu rozwoju młodych zawodników (Elite Development Programme) prowadzonego przez Scottish Rugby Union, w ramach którego przypisany był do zespołu Glasgow Warriors. 

## Kariera klubowa
W lutym 2011 roku zadebiutował w barwach „Wojowników” w rozgrywkach Pro12 w meczu z Dragons, a przed końcem sezonu wystąpił w jeszcze jednym spotkaniu. Ponadto regularnie występował w szkockiej lidze w barwach Hawick R.F.C., dwa razy w tygodniu dojeżdżając z Glasgow do oddalonego o 130 kilometrów klubu.
Przed rozpoczęciem sezonu 2011/2012 Hogg opuścił Hawick i dołączył do Ayr R.F.C., klubu występującego m.in. w British and Irish Cup, a przede wszystkim położonego bliżej Glasgow. Niemniej zbliżający się Puchar Świata i związana z nim absencja niektórych zawodników spowodowała, że Hogg wywalczył sobie pewne miejsce w drużynie Warriors, a co za tym idzie nie brał udziału w krajowych rozgrywkach klubowych. W ciągu roku wystąpił w 16 meczach ligowych i sześciu spotkaniach Pucharu Heinekena, a dzięki imponującej formie wywalczył nagrodę dla najlepszego młodego zawodnika roku tak w samym zespole, jak i w całej lidze. Szkocki zespół zajął w końcowej tabeli czwartą lokatę, jednak w półfinale nie sprostał irlandzkiej ekipie Leinster Rugby. Jeszcze w grudniu 2011 roku Hogg podpisał nowy kontrakt wiążący go z Warriors do połowy 2015 roku. Po upływie roku drużyna z Glasgow ponownie uplasowała się w czołowej czwórce ligi premiowanej grą w fazie pucharowej, jednak raz jeszcze w półfinale przegrała z Leinster.
W sezonie 2013/2014 Warriors Hogga zajęli drugie miejsce w tabeli i awansowali do fazy play-off. W półfinale Szkoci jednym punktem pokonali drużynę Munster Rugby i po raz pierwszy w swojej historii dotarli do finału rozgrywek. W nim kolejny raz mierzyli się z drużyną Leineter. Także i tym razem górą był zespół z Irlandii, który zwyciężył 34:12. W dwóch decydujących spotkaniach Hogg nie był jednak uwzględniony w składzie; powodem były podejrzenia, jakoby zawodnik planował po sezonie zmianę barw klubowych, w szczególności przenosiny do Ulster Rugby. Przyczynkiem było spotkanie zawodnika z dyrektorem sportowym irlandzkiego zespołu z kwietnia 2014 roku, o którym informacja przedostała się do prasy.
Po kilku latach stosunkowo dobrych wyników, dopiero sezon 2014/2015 okazał się dla „Wojowników” przełomowy. Drużyna z Glasgow po sezonie zasadniczym zajęła w tabeli pierwsze miejsce, nieznacznie wyprzedzając zespół z Munsteru. W półfinale przeciwnikiem Warriors była ekipa Ulsteru – Szkoci zwyciężyli dwoma punktami, a Hogg z własnej połowy skutecznie wykonał jeden z rzutów karnych. W wielkim finale Warriors zdecydowanie ograli Munster Rugby 31:13, dzięki czemu sięgnęli po swój pierwszy tytuł mistrzowski w Pro12. W trakcie rozgrywek Hogg przedłużył swój kontrakt z klubem do końca sezonu 2016/2017, ucinając tym samym spekulacje na temat swojej przyszłości.

## Kariera reprezentacyjna
W młodości Hogg reprezentował barwy regionu Borders – występował w zespołach do lat 16 i 17. Po raz pierwszy do szkockiej kadry został powołany w grupie do lat 17. Dobre występy na tym poziomie zaowocowały przyznaniem mu miana najlepszego szkockiego gracza w tej kategorii wiekowej w roku 2009. Następnie trafił do zespołu U-18, a na początku 2011 roku dołączył do kadry do lat 20. Z nią uczestniczył w młodzieżowym Pucharze Sześciu Narodów oraz Mistrzostwach Świata U-20, w których to imprezach zaliczył łącznie pięć występów. W pierwszym meczu Szkotów na mistrzostwach Hogg został ukarany żółtą kartką za niebezpieczne zagranie, a w następstwie został zawieszony na pozostałe dwa spotkania grupowe. Do gry powrócił w fazie pucharowej, w której Szkotom przyszło grać o 9. miejsce. W półfinale tego etapu rozgrywek, w wygranym meczu z Tonga pomógł swojej drużynie zdobytym przyłożeniem. Podobna sztuka udała mu się w ostatnim spotkaniu z Argentyną, jednak nie wystarczyło to do zwycięstwa. Po latach sam zawodnik przyznał, że zdarzenia te – zawieszenie w trakcie turnieju o randze mistrzostw świata – można określić mianem punktu zwrotnego w jego karierze.
Na początku 2012 roku otrzymał powołanie do szerokiej kadry pierwszej reprezentacji przygotowującej się do Pucharu Sześciu Narodów. W celu nabrania doświadczenia na poziomie międzynarodowym Hogg został włączony do składu drugiej reprezentacji, Szkocji A na mecz z England Saxons. W bezpośrednim starciu na stadionie Netherdale w Galashiels gospodarze ograli Anglików 35:0, a Hogg zdobył jedno z czterech przyłożeń swojej drużyny. Już tydzień później znalazł się na ławce rezerwowych w meczu Pucharu Sześciu Narodów przeciw Walii, a po kwadransie zastąpił na murawie kontuzjowanego Maksa Evansa. Zdobył nawet przyłożenie, które jednak nie zostało uznane wskutek pomyłki sędziego. Został wówczas najmłodszym szkockim debiutantem od bez mała 50 lat i pierwszym od 1972 roku zawodnikiem z Hawick, który wystąpił w szkockiej drużynie narodowej. W następnej kolejce, przeciw Francji, Hogg wystąpił już w podstawowym składzie Szkotów, a swój występ podsumował, przykładając piłkę w polu punktowym. Podczas kolejnej edycji Pucharu wystąpił we wszystkich pięciu meczach, zdobywając dwa przyłożenia (z Anglią i Włochami). Dwa zwycięstwa dały Szkotom trzecie miejsce w końcowej tabeli, co stanowiło najlepszy wynik w tych rozgrywkach od 2006 roku.
Wiosną 2013 roku Hogg otrzymał powołanie do kombinowanego zespołu British and Irish Lions na serię spotkań z reprezentacją Australii. W trakcie tournée po Antypodach Szkot wystąpił w pięciu spotkaniach sparingowych, w których zdobył 23 punkty. Niemniej nie pojawił się na murawie w czasie żadnego z testmeczów z ekipą „Wallabies” wobec niepodważalnej pozycji Leigh Halfpenny’ego.
W 2014 roku Hogg ponownie wystąpił we wszystkich spotkaniach swojej reprezentacji w Pucharze Sześciu Narodów. W ostatnim meczu, z reprezentacją Walii otrzymał czerwoną kartkę za niebezpieczny atak na Dana Biggara – został tym samym dopiero trzecim graczem wyrzuconym z boiska w 143-letniej historii szkockiej reprezentacji. Grający od 23. minuty w przewadze Walijczycy rozgromili Szkocję 51:3. Wkrótce po meczu Hogg przeprosił Biggara, sędziego Jérôme’a Garcèsa oraz swoich kolegów z drużyny za swoje zachowanie. W lipcu tego samego roku Hogg otrzymał powołanie do składu reprezentacji w rugby 7 na Igrzyska Wspólnoty Narodów. Mimo braku doświadczenia w odmianie siedmioosobowej na arenie międzynarodowej, zawodnik Glasgow Warriors zastąpił kontuzjowanego Tommy’ego Seymoura. Debiutował w poprzedzającym imprezę turnieju w Londynie. W rozgrywanych dwa tygodnie później w Glasgow zawodach w ramach Igrzysk gospodarze zajęli ex aequo siódme miejsce (przegrali w półfinale turnieju Plate).
Podczas Pucharu Sześciu Narodów 2015 Hogg raz jeszcze był podstawowym zawodnikiem swojej reprezentacji – wszystkie pięć meczów rozpoczął w podstawowym składzie. Dobra postawa w trakcie turnieju pozwoliła mu na uzyskanie nominacji do miana najlepszego zawodnika rozgrywek. Hogg w czasie turnieju zyskał dla swojej drużyny najwięcej metrów z piłką w ręku, pokonując przy tym największą liczbę rywali spośród wszystkich zawodników, jednak ostatecznie indywidualne wyróżnienie zdobył Irlandczyk Paul O’Connell.
Pod koniec sierpnia 2015 roku znalazł się w składzie reprezentacji na Puchar Świata. W trakcie rozgrywanego w Anglii turnieju Hogg miał pewne miejsce w drużynie. Szkoci po awansie z grupy, w ćwierćfinale w kontrowersyjnych okolicznościach jednym punktem ulegli Australii. W pamięć publiczności zapadła też odpowiedź sędziego Nigela Owensa na przesadzoną jego zdaniem reakcję Hogga na jedno z zagrań rywali w meczu przeciw Południowej Afryce. Arbiter upomniał Szkota, sugerując mu, że jeśli wciąż ma zamiar symulować, powinien wrócić na stadion po dwóch tygodniach (kiedy na St James’ Park mecz mieli rozgrywać piłkarze Newcastle United). Zarejestrowana przez mikrofon sędziego wypowiedź została na żywo nadana podczas transmisji spotkania.
W trakcie kolejnej odsłony Pucharu Sześciu Narodów reprezentant Szkocji potwierdził swoją przynależność do grona najlepszych obrońców na północnej półkuli. W pięciu meczach turnieju zdobył dwa przyłożenia i asystował przy trzech kolejnych. Szczególną uwagę komentatorzy zwracali na przyłożenie przeciw Irlandii (kiedy to Hogg jeszcze na własnej połowie złapał piłkę kopniętą przez rywali i sam minął całą formację obronną) oraz asystę w meczu z Francją (gdy intuicyjnie ponad głową przedłużył podanie do znajdującego się w lepszej pozycji skrzydłowego). Prócz tego Szkot przebiegł z piłką w ręku 379 metrów (trzeci wynik w mistrzostwach), minął przy tym 17 obrońców (czwarty) i pięciokrotnie przedzierał się przez całą linię defensywna rywali (piąty). Wszystkie te aspekty przyczyniły się do tego, że Hogg otrzymał nagrodę dla najlepszego zawodnika turnieju, pokonując m.in. Billy’ego Vunipolę czy George’a Northa. Został tym samym pierwszym Szkotem, który sięgnął po to ustanowione w 2004 roku wyróżnienie.
W maju 2021 roku ogłoszono, że zawodnik znalazł się w składzie British and Irish Lions na serię spotkań w Południowej Afryce.

## Nagrody i wyróżnienia
- Najlepszy szkocki zawodnik do lat 17 („Scotland U17 Player of the Year”)
  - tytuł (1): 2009[1][7]
- Najlepszy zawodnik Pucharu Sześciu Narodów („Player of the Championship”)
  - nominacja (1): 2015[59]
  - tytuł (1): 2016[68][69]

## Życie prywatne
Stuart pochodzi ze związanej z rugby rodziny. Jego brat Graham występował w reprezentacji Szkocji w rugby 7 oraz w młodzieżowych drużynach (U-18, U-19 i U-20) w odmianie piętnastoosobowej. Ich ojciec, Graham przez wiele lat występował na pozycji obrońcy w Hawick R.F.C., z którym sięgał po mistrzostwo Szkocji. Po zakończeniu kariery sportowej został sędzią rugby.
Hogg jest dalekim krewnym wybitnego północnoirlandzkiego piłkarza George’a Besta.
W 2009 roku Hogg brał udział w poważnym wypadku samochodowym. Pojazd, którym wraz z trzema kolegami z drużyny Hawick Wanderers wracał z młodzieżowego turnieju rugby 7, przebił drewniane ogrodzenie i dachował. Na miejscu zginął przyjaciel Hogga, Richard Wilkinson. W 2015 roku Stuart został twarzą szkockiej kampanii społecznej na rzecz poprawy bezpieczeństwa na wiejskich drogach.